# 林綺濤
林綺濤（葡萄牙語：Anabela Xavier Sales Ritchie，（1949年—），澳門），葡萄牙里斯本大學文學院德文系畢業，並進修敎育學課程。
1975年12月至1976年10月協助澳門總督執行立法職務的臨時委員會成員直至立法會開始運作；曾任第一至六屆澳門立法會議員，第五、六屆立法會主席（接替因病去世的宋玉生）。
1999年，澳門回歸後續任澳門特別行政區立法會議員，2001年離開議會。
其夫李治為醫生，工餘致力發展土生葡語話劇。